# 霍林河街道
霍林街道，是中华人民共和国内蒙古自治区通辽市科尔沁区下辖的一个乡镇级行政单位。

## 行政区划
霍林街道下辖以下地区：
红星社区、塔北社区、一一四社区、四七二社区和天蒙社区。